# 綠意居

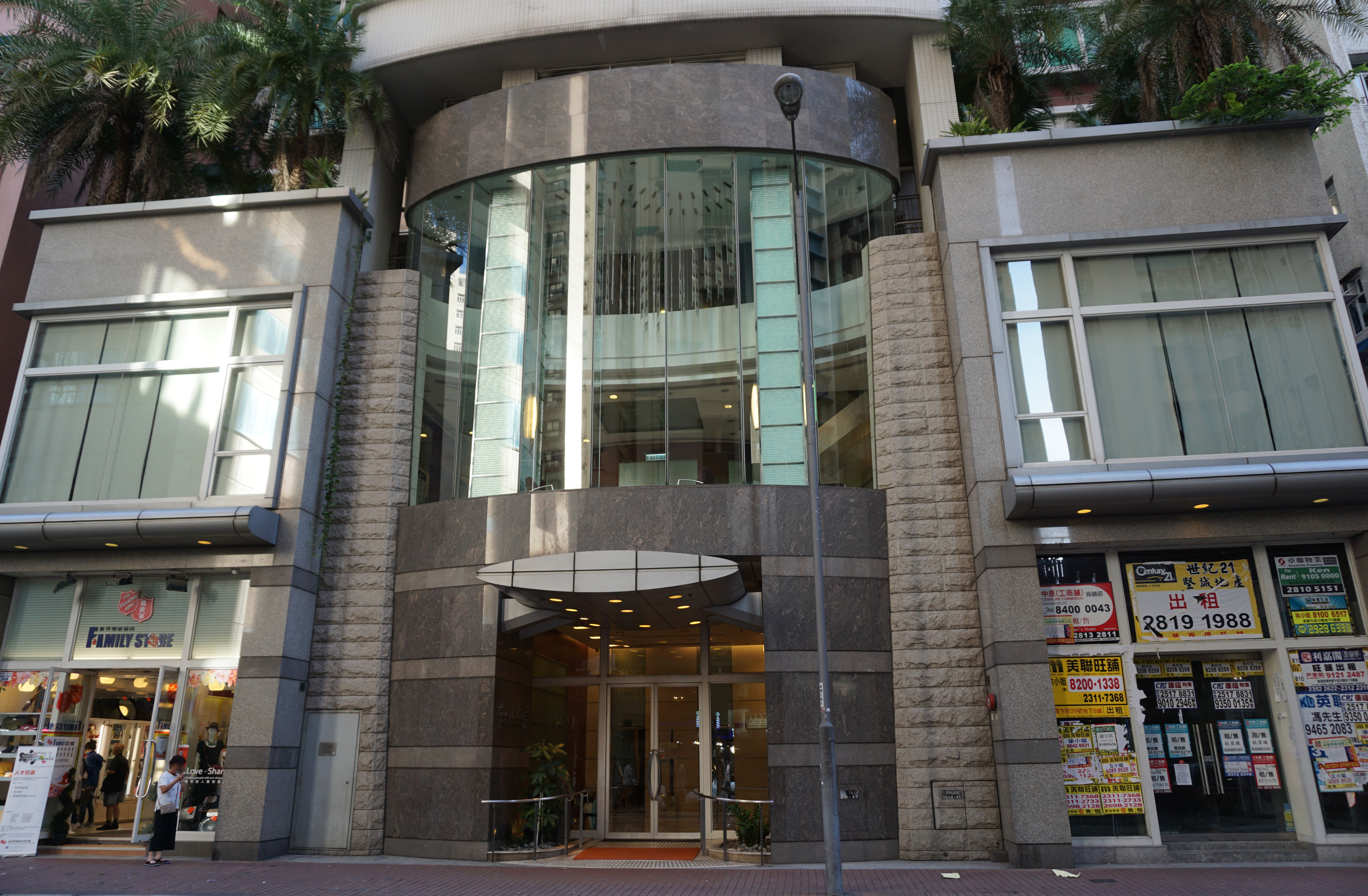
大廈基座

綠意居（英語：Ivy on Belcher's）為一位於港島堅尼地城卑路乍街26號的單幢住宅，背靠太白台，物業樓高共38層，由香港置地以「Mauve Land Limited」為名發展，由置邦物業管理（2006年被ISS集團收購）負責屋苑管理，物業在2004年8月27日入伙。

## 歷史
綠意居前身為樓高10層的香港置地員工宿舍，1989年6月10日曾發生四口慘死的西環四屍滅門案，地盤面積約10,000平方呎。於2001年尾，發展商把這座宿舍拆卸，並發展成西區第一個環保住宅；並於2003年10月，將項目命名為「綠意居」。
物業於2003年10月開售時，呎價約3,600港元；大廈於2004年3月平頂，並於同年8月27日開始入伙。

## 簡介
物業位於堅尼地城市中心，景觀方面，前望維多利亞港，背靠龍虎山，但由於中低層單位均受附近建築物所遮擋，故只有32樓或以上的單位才可享有山景和海景。物業樓高38層，但則有41樓（不設4、14、24及34樓），物業設有一個小型會所（位於一樓），設施包括健身室、燒烤場、影視室、室內／外兒童遊樂場，二樓為平台花園。而三樓開始為住宅，共140個單位，一梯四伙設計，並提供551平方呎（27樓起為556平方呎）的兩房單位和752平方呎的三房單位。

## 附近建築物
- 堅城中心
- 卑路乍灣公園
- 寶雅山
- 寶翠園（西寶城商場）

## 外部連結
- 綠意居官方網頁[永久] (網頁存檔)